# Big Mama Rag
Big Mama Rag var en 1972–1984 utgiven amerikansk feministisk tidskrift.
Tidskriften startades 1972 av ett kollektiv i Denver och utkom med 11 nummer per år. Tidskriften behandlade såväl den amerikanska som den internationella kvinnorörelsen samt kvinnofrigörelsen i både teori och praktik. Utgivningen upphörde 1984 på grund av ekonomiska svårigheter.